# Louredo (Santa Maria da Feira)
Louredo é uma povoação portuguesa do Município de Santa Maria da Feira que foi sede da extinta Freguesia de Louredo, freguesia que tinha 8,67 km² de área e 1 325 habitantes (2011), e, por isso, uma densidade populacional de 152,8 hab/km².
A Freguesia de Louredo foi extinta (agregada) pela reorganização administrativa de 2012/2013, tendo o seu território sido agregado ao das Freguesias de Lobão, de Gião e de Guisande para criar a União das Freguesias de Lobão, Gião, Louredo e Guisande, mantendo-se a descontinuidade territorial na nova freguesia alargada.
A Freguesia de Louredo era uma das poucas freguesias portuguesas territorialmente descontínuas, consistindo em duas parte de extensão semelhante: um núcleo ligeiramente maior onde se situava, entre outros lugares, a sede da antiga freguesia, e a este-nordeste deste, separado da sede pelo corpo principal da antiga freguesia de Vale, um núcleo onde se situa a aldeia de Parada.

## População

Antigas freguesias que deram origem à União das Freguesias de Lobão, Gião, Louredo e Guisande.

| Número de habitantes residentes | Número de habitantes residentes | Número de habitantes residentes | Número de habitantes residentes | Número de habitantes residentes | Número de habitantes residentes | Número de habitantes residentes | Número de habitantes residentes | Número de habitantes residentes | Número de habitantes residentes | Número de habitantes residentes | Número de habitantes residentes | Número de habitantes residentes | Número de habitantes residentes | Número de habitantes residentes |
| ------------------------------- | ------------------------------- | ------------------------------- | ------------------------------- | ------------------------------- | ------------------------------- | ------------------------------- | ------------------------------- | ------------------------------- | ------------------------------- | ------------------------------- | ------------------------------- | ------------------------------- | ------------------------------- | ------------------------------- |
| 1864                            | 1878                            | 1890                            | 1900                            | 1911                            | 1920                            | 1930                            | 1940                            | 1950                            | 1960                            | 1970                            | 1981                            | 1991                            | 2001                            | 2011                            |
| 755                             | 691                             | 722                             | 729                             | 850                             | 903                             | 1 005                           | 1 117                           | 1 249                           | 1 291                           | 1 317                           | 1 423                           | 1 389                           | 1 459                           | 1 325                           |

| Distribuição da População por Grupos etários | Distribuição da População por Grupos etários | Distribuição da População por Grupos etários | Distribuição da População por Grupos etários | Distribuição da População por Grupos etários | Distribuição da População por Grupos etários | Distribuição da População por Grupos etários | Distribuição da População por Grupos etários | Distribuição da População por Grupos etários | Distribuição da População por Grupos etários |
| -------------------------------------------- | -------------------------------------------- | -------------------------------------------- | -------------------------------------------- | -------------------------------------------- | -------------------------------------------- | -------------------------------------------- | -------------------------------------------- | -------------------------------------------- | -------------------------------------------- |
| Ano                                          | 0-14 Anos                                    | 15-24 Anos                                   | 25-64 Anos                                   | > 65 Anos                                    |                                              | 0-14 Anos                                    | 15-24 Anos                                   | 25-64 Anos                                   | > 65 Anos                                    |
| 2001                                         | 280                                          | 232                                          | 738                                          | 209                                          |                                              | 19,2%                                        | 15,9%                                        | 50,6%                                        | 14,3%                                        |
| 2011                                         | 214                                          | 171                                          | 732                                          | 208                                          |                                              | 16,2%                                        | 12,9%                                        | 55,2%                                        | 15,7%                                        |

## Património
- Igreja de São Vicente (matriz)
- Capelas de São Cipriano, de Nossa Senhora do Rosário e São Sebastião e de Nossa Senhora da Natividade
- Vários cruzeiros